# Elsa Ewerlöf
Elsa Helga Emilia Josefina Ewerlöf, född Löwenadler den 4 september 1887 i Gränna, död den 15 maj 1979 i Stockholm (Sofia), var en svensk riksdagspolitiker (högerpartiet).
Ewerlöf var ledamot av Sveriges riksdags andra kammare 1946–1958 för Högerpartiet i valkretsen Stockholms stad. Hon var gift med statsrådet Knut G. Ewerlöf.